# آکاش وانی
آکاش وانی (به هندی: Akaash Vani) فیلمی محصول سال ۲۰۱۳ و به کارگردانی لاو رانجان است. در این فیلم بازیگرانی همچون کارتیک آریان، نصرت باروچا، فاطمه ثنا شیخ، سانی سینگ، پارچی شاه پاندیا و ماهش تاکور ایفای نقش کرده‌اند.